# Bérgson (piłkarz)
Bérgson Gustavo Silveira da Silva (ur. 9 lutego 1991 w Alegrete) – brazylijski piłkarz występujący na pozycji napastnika, od 2021 roku zawodnik malezyjskiego Johor Darul Takzim.